# Cryptotendipes acalcar
Cryptotendipes acalcar är en tvåvingeart som beskrevs av Reiss 1990. Cryptotendipes acalcar ingår i släktet Cryptotendipes och familjen fjädermyggor.
Artens utbredningsområde är Turkiet. Inga underarter finns listade i Catalogue of Life.